# Heidelberg
För andra betydelser, se Heidelberg (olika betydelser).
Heidelberg är en kretsfri stad i den nordvästra delen av det tyska förbundslandet Baden-Württemberg belägen vid floden Neckars nedre lopp, cirka 22 kilometer från utflödet i Rhen och cirka 20 kilometer sydost om Mannheim. Staden har cirka 163 000 invånare och utgör tillsammans med Mannheim och Ludwigshafen am Rhein kärnområdet i Rhen-Neckar, ett storstadsområde med över 1,8 miljoner invånare.
Området där staden är belägen har varit befolkat åtminstone sedan yngre stenåldern, och man har 1908 hittat underkäken från en människa, som fått beteckningen  Homo heidelbergensis.

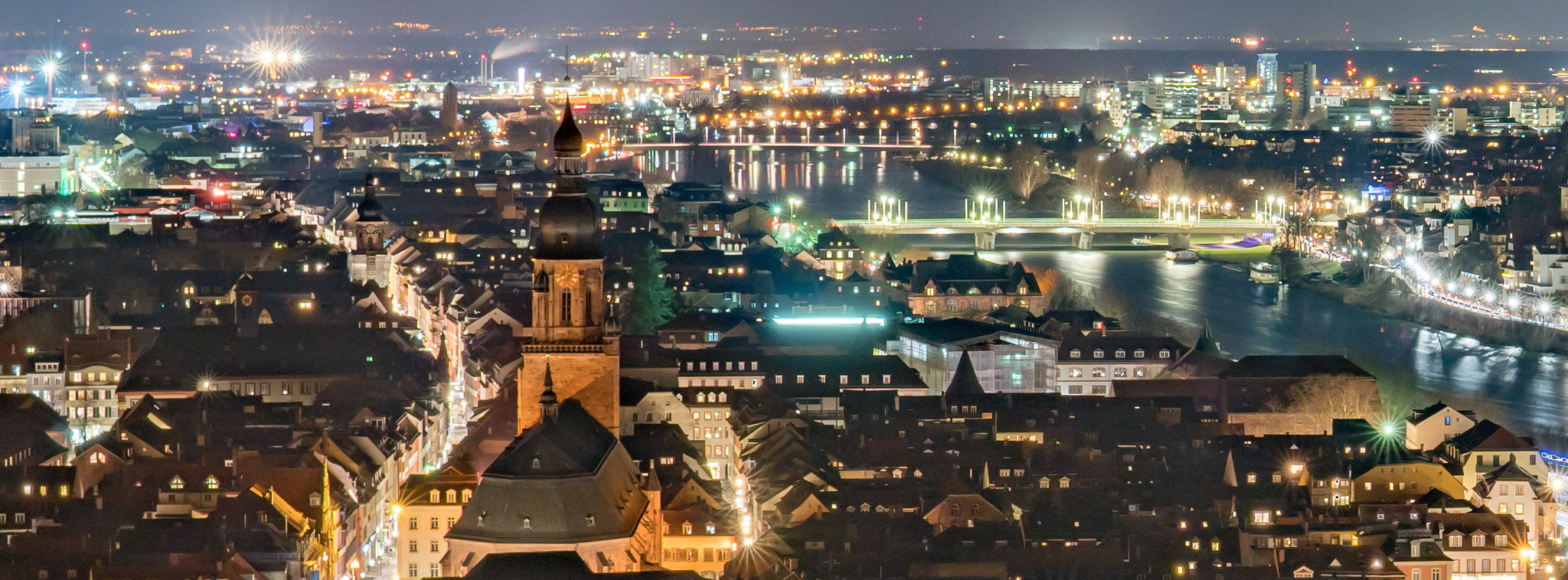
Heidelberg vid Neckar: Gamla stan, Heiliggeistkirche och Hauptstrasse

## Historia
Heidelberg omtalas i skriftliga handlingar första gången 1196 och har varit stad sedan 1239. Staden tillhörde ursprungligen biskopen av Worms, men var från 1300-talet till 1720 Pfalzgrevarnas residensstad. Sistnämnda år flyttades residenset till Mannheim. Efter Jean Calvins död var Heidelberg fram till 1619 kalvinismens huvudort. Här författades bland annat Heidelbergkatekesen. Från 1803 tillhörde Heidelberg Baden. "Heidelbergförsamlingen" 1848 förberedde inkallandet av nationalförsamlingen.
Universitetet, Ruprecht-Karls-Universität, som är Tysklands äldsta, grundades år 1386. Under reformationstiden var Rudolf Agricola och Johann Reuchlin knutna till universitetet. Det förföll under 1600-1700-talen men återupprättades 1803.
I dag studerar där cirka 30 000 studenter. I staden finns också högskolor för lärarutbildning, kyrkomusikerutbildning och utbildning om judarnas religion och kultur.
Söder om staden, på Schlossberg, en del av det sydost om staden belägna bergsmassivet Königstuhl ligger Heidelbergs slottsruin.
Heidelberg är en av de få tyska städer som klarade sig undan andra världskrigets bombningar och har därför en gammal stadsdel, Altstadt, som innehåller många sevärdheter.
1972 utsattes den amerikanska arméns högkvarter i Heidelberg för ett bombattentat av den västtyska terroristorganisationen Röda armé-fraktionen.
Sveriges drottning Silvia är född i Heidelberg.

## Näringsliv
Ungefär 80 % av den arbetande befolkningen är sysselsatt med tjänsteproduktion, men i staden finns också ABB:s tyska dotterbolag och den världsomspännande tryckpresstillverkaren Heidelberger Druckmaschinen samt huvudkontoret för världsomspännande cementkoncernen Heidelberg Cement.

## Personer från Heidelberg
- Jackson Browne
- Silvia Renate Sommerlath
- Michael Fassbender

## Sevärdheter
- Heidelbergs slottsruin
- Bertha Benz Memorial Route

Väster om universitetet vid Hauptstrasse ligger det i barockstil uppförda Kurpfälzisches Museum med förhistoriska, romerska och senare föremål. 
Heiliggeistkirche (vid torget) och Peterskirche (söder om universitetsbiblioteket), båda uppförda i sengotisk stil, härstammar från medeltidens slut. Gasthaus zum Ritter (vid torget), byggt i renässans 1592, restaurerat 1905, var en av de få profanbyggnader som undgick fransmännens härjningar i staden 1693. Av äldre byggnader märks även S:te Anna-hospitalet och Jesuitkyrkan. Strax norr om torget leder den gamla Karl Theodor-Brücke över till norra Neckarstranden, bebyggd med vackra villor och Heiligenberg (445 meter över havet). På sydsidan av Heiligenberg går Philosophenweg, varifrån man har en utomordentlig utsikt över staden.